# Решимов, Михаил Аркадьевич
Михаил Аркадьевич Решимов (настоящая фамилия Горожанский; 1845, Рязань — 1887, Москва) — артист Императорских Московских Театров

## Биография
Родился в Рязани в 1845 году, в актерской семье — отец, окончивший Театральную школу, работал преподавателем танцев. Его сестра Александра была замужем за директором Петербургской консерватории Карлом Юльевичем Давыдовым.
Учился в Рязанской гимназии, но особых стремлений в учении не проявлял и вскоре поступил на военную службу. Военная карьера тоже не заладилась, и он, приняв участие в нескольких любительских спектаклях, решил пойти в актёры. Едва дождавшись, чтобы его произвели «в прапорщики, он тотчас же подал в отставку и вступил в труппу известного в ту пору провинциального антрепренёра и артиста Медведева. Жизнь провинциальных актеров в 1840-х годах была далеко не заманчива: материальное их положение было тяжелое; работы же для добросовестного артиста, ввиду малочисленного обыкновенно состава труппы, было много. Но зато провинциальная сцена имела и довольно большое преимущество пред столичными: она давала возможность молодым начинающим артистам испробовать свои силы в ролях самого разнохарактерного свойства. Таким образом талантливому, энергичному, умному и работящему артисту представлялась полная возможность выдвинуться вперед. Этою возможностью, конечно, не преминул воспользоваться и Решимов».
Очень скоро молодой артист обратил на себя внимание провинциальной публики многих российских городов. О его игре в ту пору И. Филаретов в «Репертуаре и Пантеоне Русского театра» отзывался, между прочим, так: «Он (М. А. Решимов в роли Ивана в пьесе „Барская спесь, или Анютины глазки“) очаровывал публику… совершенно понимал её (роль), и это глубокое понимание олицетворялось в игре, мастерски обдуманной и мастерски исполненной».
Некоторое время занимался в «Артистическом кружке» в Москве под руководством Н. Е. Вильде. В 1866 дебютировал в Малом театре, но уехал в провинцию. В 1869 вторично дебютировал в Малом театре в роли Глумова — «На всякого мудреца довольно простоты» (см. [bookz.ru/authors/avtor-neizvesten-3/theatre_encicl/page-528-theatre_encicl.html Театральная энциклопедия]). Дебют прошел удачно, и он был принят в Императорскую труппу сначала на амплуа молодых амантов, но, появившись в комических ролях, тут же привлек к себе внимание. Не получив специального театрального образования, он очень внимательно изучал работу своих партнёров, стараясь учиться самостоятельно. И результат не замедлил сказаться, он получал всё большее количество ролей. Жил в Москве в пассаже Попова.

## Известные роли
- «Барская спесь, или Анютины глазки» Д.Т.Ленского— Иван;
- «Поздний расцвет» И.В.Шпажинского  — Макшеев;
- «Второй брак» И.Н.Ге — присяжный поверенный
- «Злоба дня» Н. А.Потехина — Жорж Градищев
- «Нищие духом» Н.А. Потехина— Кудреев;
- «Горе от ума» — Чацкий и Молчалин;
- «Бедная невеста» Островского — Мерич;
- «Бесприданница» Островского  — Паратов;
- «Ревизор» Н. В. Гоголя — Хлестаков;
- «Комик семнадцатого столетия» Островского — Юрий Михайлов (1-й исполнитель, премьера состоялась 26 октября 1872 года, в бенефис Д. В. Живокини 2-го);
- «Таланты и поклонники» Островского — Бакин (1-й исполнитель на премьере 20 декабря 1881 года)

## Последние годы
Однако усиленная работа сказалась на здоровье артиста. В начале 1880-х годов у него развилась чахотка, которая заставляла его всё реже появляться на сцене. «Последний год он был уже настолько слаб, что, начиная роль, ни сам он, ни товарищи не знали, хватит ли у него сил окончить её. По окончании зимнего сезона 1886—1887 года, Решимов поехал на Кавказские минеральные воды, чтобы там отдохнуть и собраться немного с силами; но эта поездка была для него роковою: по несчастью, он захватил на Кавказе страшную даже и не для чахоточного „кавказскую лихорадку“, которая вконец надломила его силы».
Совершенно больным и разбитым он вернулся в Москву, где через несколько недель, 21 августа (2 сентября) 1887 года, скончался. Похоронен на Ваганьковском кладбище (2 уч.).